# Sovjetska lakota 1946–1947
Sovjetska lakota 1946–1947 je bila velika lakota v Sovjetski zvezi, ki je trajala od sredine leta 1946 do zime 1947–1948.       
Ocene števila žrtev se razlikujejo in se gibljejo od nekaj sto tisoč do 2 milijona, novejše ocene pa med 1 milijonom in 2 milijonoma. Regije, ki so bile še posebej prizadete, so vključevale SSR Ukrajino in SSR Moldavijo, pa tudi SFSR Rusijo in SSR Belorusijo. Lakota je znana po zelo visoki stopnji umrljivosti otrok.      
Zgodovinarji so identificirali več glavnih vzrokov za lakoto:
- Druga svetovna vojna je povzročila ogromno škodo na infrastrukturi, zlasti v kmetijstvu na zahodu države, pa tudi več kot 25 milijonov smrti med sovjetskimi državljani. Vrnitev demobiliziranih vojakov iz vojne je povzročila hkratni porast rojstev, na kar sistem ni bil pripravljen. Vojne stiske, zlasti pomanjkanje hrane, so trajale po avgustu 1945 in so bile še vedno pereče težave poleti 1946.

- Suša poleti 1946 je povzročila obupno potrebno okrevanje sovjetskega kmetijstva in povzročila znatno nižjo letino kot prej, leta 1945.

- Sovjetska vlada je bila preveč vneta v svoji odločenosti za pospeševanje gospodarskih reform in je konec leta 1946 zmanjšala upravičenost do obrokov, hkrati pa je zvišala cene hrane.

- Da bi se izognila videzu globalne šibkosti, je sovjetska vlada nadaljevala z izvozom hrane in ni hotela poiskati mednarodne pomoči.

- Sovjetska zveza je bila v primežu lisenkovizma, psevdoznanstvene marksistično-leninistične interpretacije genetike, ki je vodila do izpada pridelka v ogromnem obsegu.

Lakota je dosegla vrhunec v začetku leta 1947 in je tekom leta upadla. Po razmeroma uspešni žetvi leta 1947 je množična lakota izginila do začetka leta 1948. Veliki načrt za preobrazbo narave je sovjetska vlada sprejela konec leta 1948 kot odgovor na lakoto.
V sovjetskem zgodovinopisju je bila lakota v letih 1946–1947 v veliki meri zasenčena s prejšnjo lakoto 1932–1933 in trajalo je do devetdesetih let dvajsetega stoletja, da je bila lakota 1946–47 deležna opazne zgodovinopisne pozornosti.